# Hato-Meta-Udo (Ort)
Hato-Meta-Udo (Hatumetaudo, Hatumeta-Udo, Hatu-Meta-Udo) ist eine osttimoresische Siedlung im Suco Manutaci (Verwaltungsamt Ainaro, Gemeinde Ainaro).

## Geographie und Einrichtungen
Das Dorf Hato-Meta-Udo liegt im Süden der Aldeia Hato-Meta-Udo in einer Meereshöhe von 1091 m, an einer Abzweigung der Überlandstraße von Ainaro nach Maubisse. Die Häuser verteilen sich entlang der Straße über eine Länge von knapp einem Kilometer. Im Südosten befindet sich das Nachbardorf Mantelau (Aldeia Bau-Hati-Lau), nördlich liegt am Ende der Straße der Weiler Gugorlau. Westlich verläuft der Maumall, ein Nebenflusses des Belulik. Nach Norden hin steigt das Bergland an zum Ramelau-Massiv.
Am Nordende des Dorfes steht die Grundschule Hato-Meta-Udo.